# Ángelo Martino
Ángelo Martino (Rafaela, 5 giugno 1998) è un calciatore argentino, difensore del Newell's Old Boys.

## Caratteristiche tecniche
È un terzino sinistro.

## Carriera
Cresciuto nel settore giovanile dell'Atlético Rafaela, debutta in prima squadra il 13 marzo 2017 in occasione dell'incontro di Primera División perso 1-0 contro l'Aldosivi; realizza la sua prima rete il 15 aprile seguente, nel pareggio esterno per 1-1 contro l'Independiente. Al termine della stagione retrocede in Primera B Nacional.
Il 25 febbraio 2021 si trasferisce a titolo definitivo al Talleres (C).

## Statistiche
Statistiche aggiornate al 23 aprile 2020.

### Presenze e reti nei club
| Stagione                   | Squadra                    | Campionato                 | Campionato | Campionato | Coppe nazionali | Coppe nazionali | Coppe nazionali | Coppe continentali | Coppe continentali | Coppe continentali | Altre coppe | Altre coppe | Altre coppe | Totale | Totale | Totale |
| Stagione                   | Squadra                    | Comp                       | Pres       | Reti       | Comp            | Pres            | Reti            | Comp               | Pres               | Reti               | Comp        | Pres        | Reti        | Pres   | Reti   |        |
| -------------------------- | -------------------------- | -------------------------- | ---------- | ---------- | --------------- | --------------- | --------------- | ------------------ | ------------------ | ------------------ | ----------- | ----------- | ----------- | ------ | ------ | ------ |
| 2016-2017                  | Atlético Rafaela           | PD                         | 13         | 1          | CA              | 0               | 0               |                    | -                  | -                  |             | -           | -           | 13     | 1      |        |
| 2017-2018                  | Atlético Rafaela           | PN                         | 8          | 0          | CA              | 0               | 0               |                    | -                  | -                  |             | -           | -           | 8      | 0      |        |
| 2018-2019                  | Atlético Rafaela           | PN                         | 11         | 1          | CA              | 3               | 1               |                    | -                  | -                  |             | -           | -           | 11     | 1      |        |
| 2019-2020                  | Atlético Rafaela           | PN                         | 6          | 0          | CA              | 0               | 0               |                    | -                  | -                  |             | -           | -           | 6      | 0      |        |
| 2020                       | Atlético Rafaela           | PN                         | 9          | 0          |                 | -               | -               |                    | -                  | -                  |             | -           | -           | 9      | 0      |        |
| Totale Atlético de Rafaela | Totale Atlético de Rafaela | Totale Atlético de Rafaela | 47         | 2          |                 | 3               | 1               |                    | -                  | -                  |             | -           | -           | 50     | 3      |        |
| 2021                       | Talleres (C)               |                            | -          | -          | CA+CdL          | 2+5             | 0               | CS                 | 1                  | 0                  |             | -           | -           | 8      | 0      |        |
| Totale carriera            | Totale carriera            | Totale carriera            | 47         | 2          |                 | 10              | 1               |                    | 1                  | 0                  |             | -           | -           | 58     | 3      |        |